# Valentin Selivanov
Valentin Selivanov (Kerč', 11 dicembre 1938 – Mosca, 31 marzo 1998) è stato un regista sovietico.

## Filmografia

### Regista
- Bol'šoe kosmičeskoe putešestvie (1974)
- Dnevnik Karlosa Ėspinoly (1976)